# 裏風俗
裏風俗（うらふうぞく）は、日本において性風俗関連特殊営業を行う店舗（性風俗店）のうち、各都道府県の公安委員会に届出をせずに営業を行う店舗全般に対する俗称である。
なお、性風俗関連特殊営業にはデリバリーヘルスなどのように無店舗型の業態も存在するが、本項では営業を行う業者については単に「店舗」と表記する。

## 概説
日本では売春防止法の制定により、売春サービスの提供を業務として行うことは禁止されていることから、性風俗店であっても性交を行うこと（本番行為）は禁止されている。ソープランドに限っては、本番行為は女性店員と男性客の合意の上で行われる営業外行為とみなされ、店舗はそれに関知しないという建前となっているが、それ以外の店舗（ファッションヘルスやピンクサロン(本番サロンを除く)）においては、店舗側で本番行為を禁止事項としてWebサイト上や店舗内に掲出している。また、性風俗店を行う際には、各都道府県の公安委員会への届出が義務付けられ、届出確認書が交付される。これは、提示を求められたら直ちに提示しなければならない。
しかし、風俗営業法の規制を嫌い、無届のままで営業している店舗も存在する。こうした店舗は暴力団などが関係していたり、そうでなくても悪質な業者が運営している場合も存在する。集客を行う際には、主に街娼や、スポーツ新聞の三行広告（宣伝文句と電話番号のみを記した広告）、出会い系サイト内の掲示板に出すことが多く、大々的に風俗情報誌に広告を掲出したり、Webサイトなどで宣伝を行うことは少ない。ただし、在籍女性の写真を掲出する意味で、Webサイトを設置することもある。
基本的には通常の風俗店と大きく変わるところはないが、特徴としては本番行為を売り物としていることが多い。後述するように、トラブルに遭遇することが多いにもかかわらず、風俗情報誌などで裏風俗体験レポートなどが掲載されることが多いのは、ソープランドと比較すると安価な費用（概ね2～3万円程度）で本番行為ができるためでもある。
なお、裏風俗の店舗でも、ポイントカードなどを発行し、リピーターの確保に努めている店舗も一部に存在する。これはサービス品質が高いという自信の現われとも捉えられており、このような店舗は単にわずらわしい手続きを避けて裏風俗という業態を選択したに過ぎない。

## 裏風俗の主な業態

### 店舗型
- ちょんの間
- 本サロ

ピンクサロンは通常手コキやフェラチオが基本サービスであるが、「VIPサービス」等として本番行為まで設定している店舗もある。中には、建前上飲食店であるにもかかわらず、シャワーが設置されている店舗まで存在する。
- 連出スナック
- エステ (風俗店)

### 無店舗型
- 立ちんぼ・一発屋
- 本番系デリバリーヘルス
- 援助交際デリバリーヘルス

## トラブル
客がトラブルに遭遇することも多い。
- 不正請求

客を見て搾り取れそうだと判断したら、サービス終了後に法外な金額を請求する。風俗嬢から本番行為を誘っておきながら、本番行為後に「禁止事項だから店に報告」と風俗嬢が脅迫するなどの手口が挙げられる。
- 竹の子剥ぎ

安価でフルサービスを宣伝するが、実際には最初に支払うのは「入場料」で、胸を触ったり下着を脱いだりという行為はすべてオプション扱いとして追加料金を請求する。
- 性病

正規の風俗店よりも衛生管理がずさんな店舗が存在し、そういった店舗では性病への感染率も高くなる。
- 条例で禁止されている年齢以下の女性従業員

本来は風俗店で働くことができないはずの年齢の風俗嬢がいる場合もある。例えば、東京都の条例では未成年者が風俗店に勤務することはできないが、こうした裏風俗では細かく身辺調査を行わないまま採用していることがあり、その結果として条例で禁止されているはずの年齢の風俗嬢がいることもある。